# Cymatium rubeculum
Cymatium rubeculum är en snäckart som först beskrevs av Carl von Linné 1758.  Cymatium rubeculum ingår i släktet Cymatium och familjen Ranellidae.

## Underarter
Arten delas in i följande underarter:
- C. r. rebeculum
- C. r. occidentale

## Bildgalleri

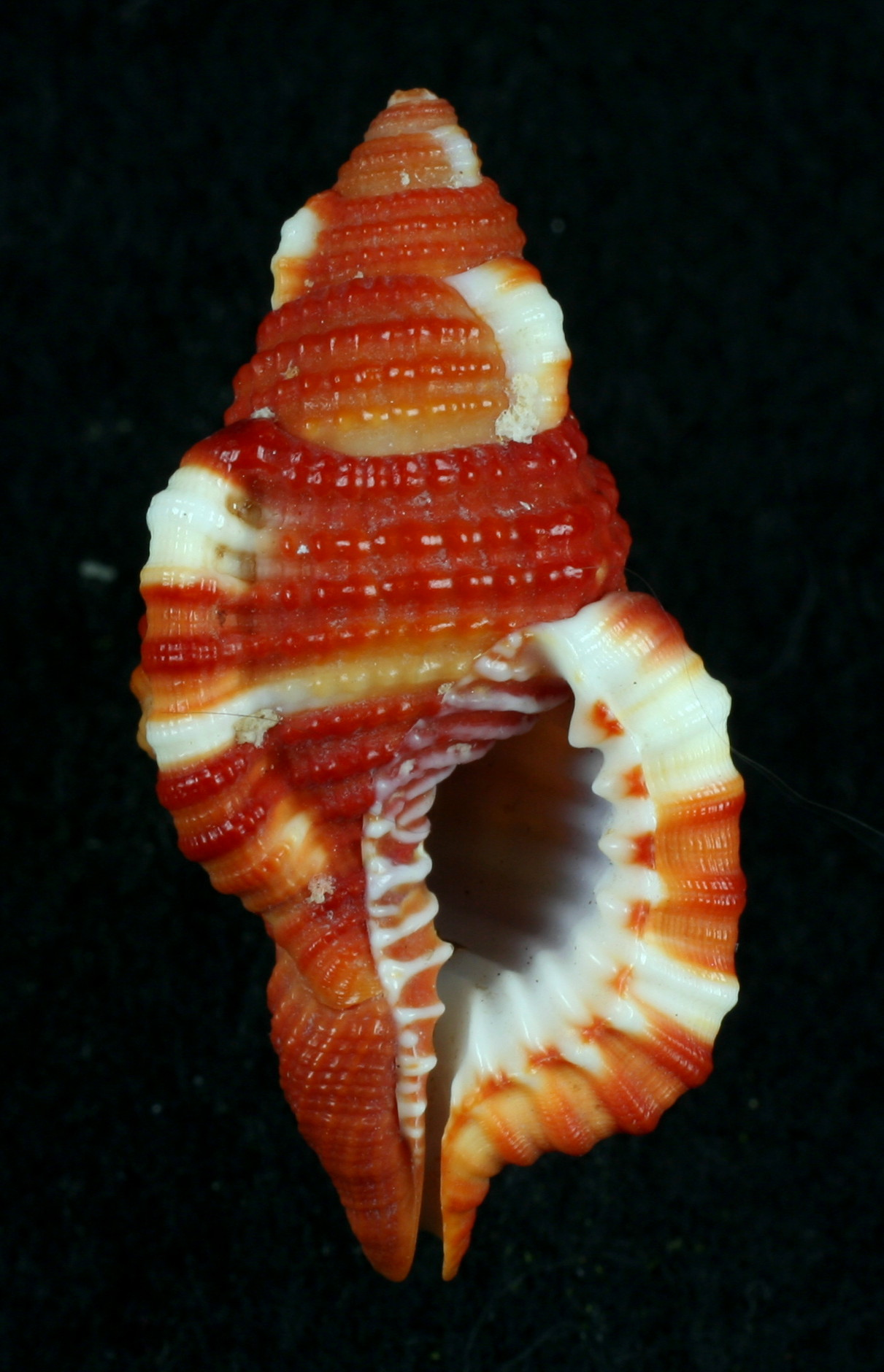